# Basilica di Ják
La basilica di Ják (in ungherese:Jáki templom) è una basilica dell'ordine dei benedettini nel paese di Ják, che si trova a 10 chilometri a sud della città di Szombathely in Ungheria. È una delle poche architetture religiose medievali dell'Ungheria di stile romanico.